# Roland Kostulski
Roland Kostulski   (Borna, 13 de juny de 1953) és un remer alemany, ja retirat, que va competir sota bandera de la República Democràtica Alemanya durant la dècada de 1970.
El 1976 va prendre part en els Jocs Olímpics d'Estiu de Mont-real, on guanyà la medalla d'or en la prova del vuit amb timoner del programa de rem.
En el seu palmarès també destaca una medalla d'or al Campionat del Món de rem de 1975 en el vuit amb timoner i un campionat nacional, en el vuit amb timoner el mateix 1975.